# Мичу
Мигел Перес Куеста (роден на 21 март 1986 в Овиедо), познат също и като Мичу, е бивш испански футболист, играещ като атакуващ полузащитник.

## Ранни години и Селта
След като започва кариерата си в долните нива с Реал Овиедо, през 2007 г. Мичу се мести в Селта Б Сегунда Дивисион Б. По средата на сезон 2007/08 Мичу е извикан в първия състав на Селта. Края на сезона Мичу завършва като твърд титуляр.
През януари 2010 г. Мичу е пред трансфер в Спортинг Хихон, но пропада в последния момент и той остава в Селта.
В последните си два сезона в клуба от Сегунда дивисион Мичу отбелязва общо 12 гола. На 8 юни 2011 г. вкарва единствения гол при победата над Гранада с 1-0 в плейофите за влизане в Примера дивисион. В реванша пропуска дузпата си и Селта са отстранени след изпълнения на дузпи с 5-4.

## Райо Валекано
На 27 юли 2011 г. след като договора му със Селта изтича, Мичу подписва 2-годишен договор с новакът в Примера дивисон Райо Валекано. На 28 август 2011 г. прави дебюта си за Райо при равенството 1-1 срещу Атлетик Билбао.
В първия си сезон в елита Мичу се превръща в най-резултатния халф в Примера дивисон и 9-и общо в подреждането при голмайсторите, вкарвайки 15 гола. Най-запомнящите се голове са при победите над Реал Сосиедад (4-0), Расинг Сантандер (4-2) и Осасуна (6-0). Запомнящ се е и гола му срещу Реал Мадрид при загубата на отбора му като гост с 2-6.

## Суонзи Сити
На 20 юли 2012 г. Мичу подписва 3-годишен договор с клуба от Английската висша лига Суонзи Сити. Сумата по трансфера е около два милиона паунда. Взет е за заместник на напусналия Гилфи Сигурдсон на позицията зад нападателя.
На 18 август 2012 г., при дебюта си в английския елит, Мичу отбелязва два гола и асистира за попадението на Скот Синклеър при победата с 5-0 като гост над Куинс Парк Рейнджърс.
на 25 август 2012 г., във втория кръг на първенството, Мичу отбелязва нов гол, този път във вратата на Уест Хам при домакинската победа с 3-0.